# Kościół Zbawiciela w Mazańcowicach
Kościół Zbawiciela w Mazańcowicach – kościół ewangelicko-augsburski w Mazańcowicach, w województwie śląskim w Polsce. Należy do parafii ewangelicko-augsburskiej w Międzyrzeczu Górnym.

## Historia

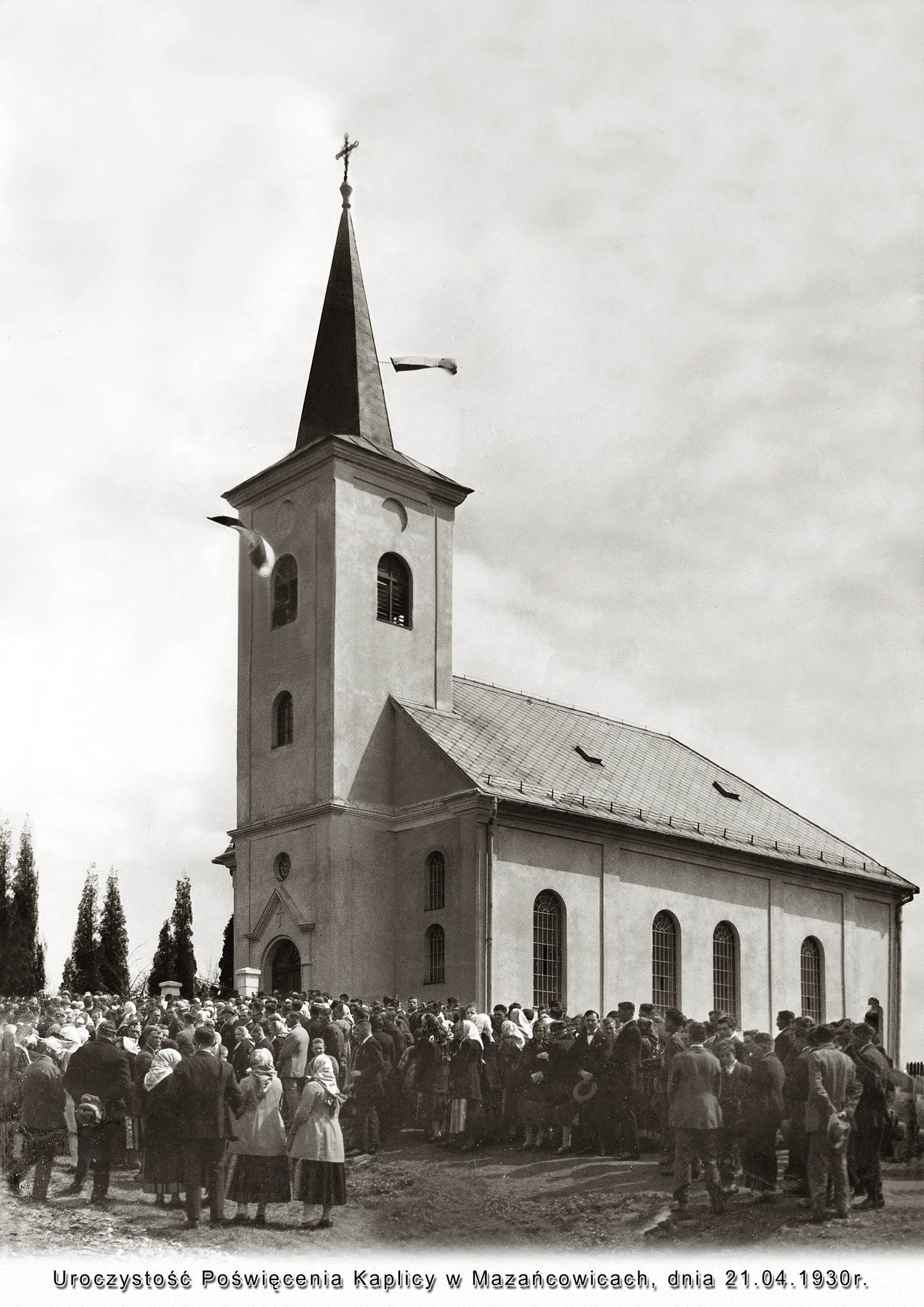
Uroczystość poświęcenia kaplicy w Mazańcowicach dnia 21 kwietnia 1930 roku

Cmentarz ewangelicki w Mazańcowicach został założony w 1859 r. na działce zakupionej przez Józefa Fendera. Cmentarz został powiększony, w związku z czym teren został dokupiony, co zwiększyło powierzchnię cmentarza dwukrotnie. Natomiast bezpłatnie została oddana parcela pod budowę kaplicy cmentarnej.
Pomysł budowy kaplicy w Mazańcowicach powstał przed I wojną światową, jednak fundusze zebrane na ten cel zostały przeznaczone na potrzeby wojenne.
Po zakończeniu wojny powstał komitet budowy kaplicy. Kamień węgielny położono 15 sierpnia 1928 r. Kaplica została ukończona i poświęcona 21 kwietnia 1930 r., odbyły się z tej okazji trzy nabożeństwa, w których udział wzięło 4000 wiernych.
W czasie II wojny światowej zniszczona została wieża. Pierwsze powojenne nabożeństwo odbyło się 21 maja 1945 r. Na zebraniu w dniu 1 lutego 1948 r. postanowiono o odbudowie kaplicy, którą rozpoczęto w 1949 r. nakładami finansowymi zborowników i Funduszu Bratniej Pomocy Gustawa Adolfa. Budowa była prowadzona nieodpłatnie przez członków zboru. Wieża została odbudowana, świątynię otynkowano i pomalowano wnętrze.
Kolejne remonty odbywały się w latach 60. i 70. Kapitalne odnowienie wieży miało miejsce w 1994 r., nowy dach założono w 1999 r., a rok później przed kościołem ułożono kostki chodnikowe.
Nabożeństwa w kościele odbywają się w co drugą niedzielę miesiąca oraz w święta.